# ヴラディミル・ラクサ
ヴラディミル・ラクサ（Vladimir Laxa、1870年1月21日 - 1945年）は、クロアチア独立国の軍人。大将。

## 経歴
オーストリア＝ハンガリー帝国軍において、第一次世界大戦に従軍。1917年、第18山岳旅団を指揮し、イタリア戦線で戦った。
戦後、ウスタシャ運動に参加。1941年のクロアチア独立国建国後、陸軍副総司令官に任命。1941年から1942年、クロアチア軍参謀総長を務め、1941年から1944年、陸軍総司令官を兼任。1941年11月1日、クロアチア軍最初の再編が行われ、軍は3個軍団（第1軍団、第2軍団、第3軍団）に編成された。1943年5月1日、2度目の軍の再編成が行われる。
1944年11月20日、アンテ・パヴェリッチは再び軍を再編し、ドモブランとウスタシャを統合した。この再編によりウスタシャ出身者が主要ポストを占め、ラクサは解任された。